# Riviera (Stany Zjednoczone)
Riviera – jednostka osadnicza w Stanach Zjednoczonych, w stanie Teksas, w hrabstwie Kleberg.